# Chelonariidae
Chelonariidae je čeleď brouků z nadčeledi Byrrhoidea.

## Popis
Většina druhů jsou brouci 3–8,5 mm dlouzí, zbarvení převážně tmavě hnědě nebo černě. Tvar jejich těla je oválný.

## Taxonomie
- Rod Brounia
  - Brounia thoracica Sharp
- Rod Chelonarium Fabricius, 1801
- Rod Pseudochelonarium